# Kráľovičove Kračany
Kráľovičove Kračany (in ungherese Királyfiakarcsa) è un comune della Slovacchia facente parte del distretto di Dunajská Streda, nella regione di Trnava.